# Østersprinsessen
Østersprinsessen er en tysk stumfilm fra 1919 af Ernst Lubitsch.

## Medvirkende
- Victor Janson som Quaker
- Ossi Oswalda som Ossi
- Harry Liedtke som Nucki
- Julius Falkenstein som Josef
- Max Kronert som Seligsohn